# Ernestine Gindele

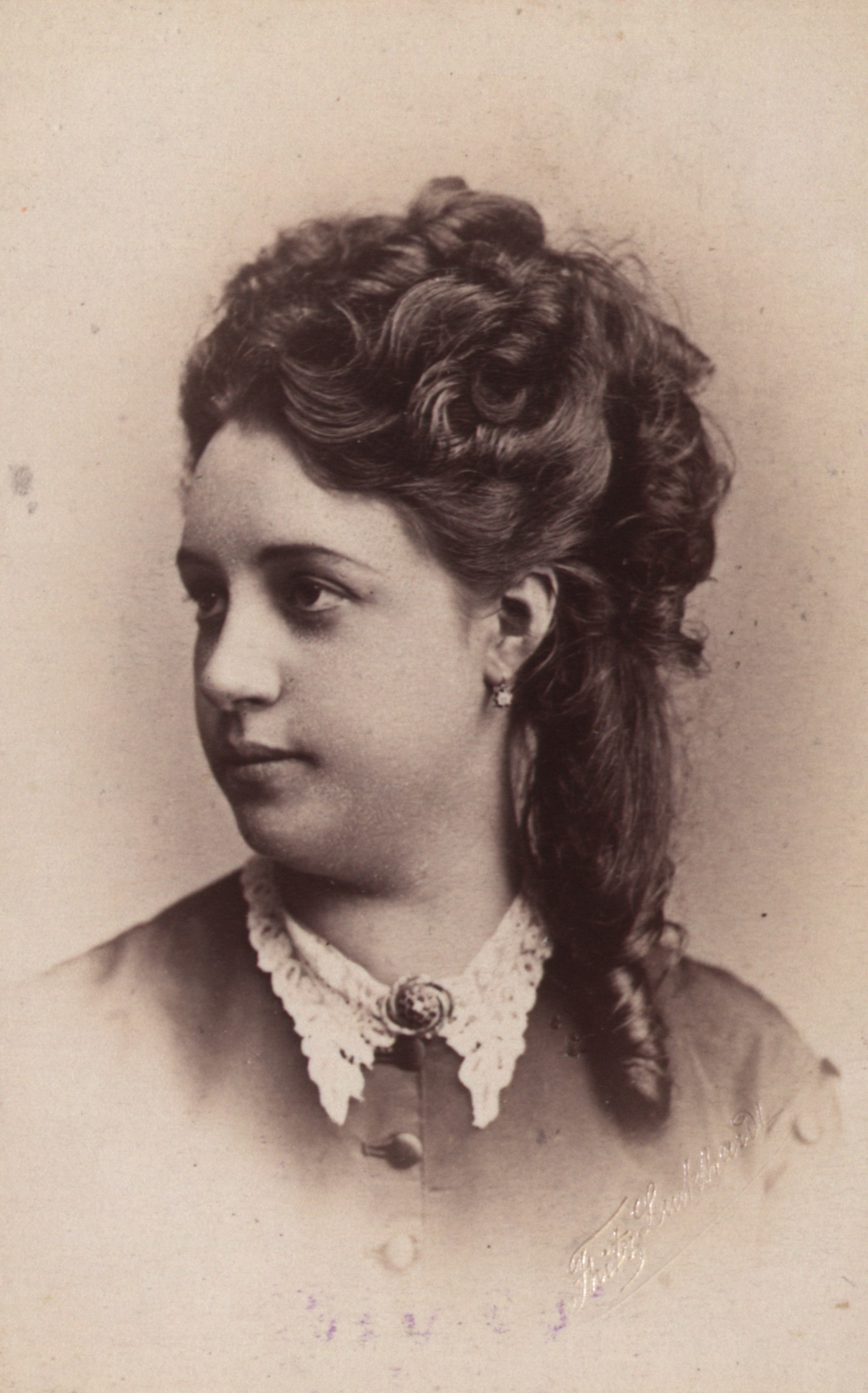
Ernestine Gindele, um 1880

Ernestine Gindele (1841 in Wien – 1879), auch Ernestina, später verehelichte Guillaume, war eine österreichische Opernsängerin der Stimmlage Mezzosopran. Sie zählte zum Ensemble der Wiener Hofoper.

## Leben und Werk
Über die Künstlerin ist nur wenig bekannt. Sie studierte Gesang bei Heinrich Proch in Wien und debütierte 1863 in Preßburg, dem heutigen Bratislava. 1864 folgte sie einem Ruf an das Hoftheater Braunschweig. Nach einem erfolgreichen Probegastspiel wurde sie 1867 an die Wiener Hofoper verpflichtet, deren Ensemble sie bis 1875 angehörte. Sie übernahm dort tragende Partien im deutschen, italienischen und französischen Fach. In der Wiener Erstaufführung von Wagners Meistersinger von Nürnberg am 27. Februar 1870 verkörperte sie die Rolle der Magdalena. Nach dem Ende des Wiener Festengagements trat sie nur mehr gastierend auf, beispielsweise sang sie 1876 die Amneris am Royal Opera House Covent Garden. Ab 1877 war sie wiederum an der Wiener Hofoper zu sehen und zu hören.
Ernestine Gindele trat auch im Konzertsaal auf, so 1867 in einem Konzert des Frankfurter Opern- und Museumsorchesters. Sie sang dort das Rondo des Sesto aus dem 2. Akt von Mozarts La clemenza di Tito, zwei Lieder von Franz Schubert und das Frühlingslied „Durch den Wald, den dunkeln“ von Nikolaus Lenau und Felix Mendelssohn Bartholdy, op. 47 Nr. 3 MWV K 101 des Komponisten.

## Rollen (Auswahl)
| Boieldieu: - Marguerite in Die weiße Dame Donizetti: - Maffio Orsini in Lucrezia Borgia - Pierotto in Linda di Chamounix Gluck: - Hass in Armide Gounod: - Margarete in Faust - Gertrude in Romeo und Julia Lortzing: - Irmentraud im Waffenschmied Marschner: - Gertrud in Hans Heiling Meyerbeer: - Fides in Der Prophet Mozart: - Dritte Dame in der Zauberflöte |  | Nicolai: - Frau Reich in Die lustigen Weiber von Windsor Rossini: - Hedwig in Wilhelm Tell Verdi: - Ulrica in Ein Maskenball - Maddalena in Rigoletto - Azucena in Il trovatore - Amneris in Aida Wagner: - Mary in Der fliegende Holländer - Magdalena in Die Meistersinger von Nürnberg - Flosshilde in Das Rheingold - Schwertleite in Die Walküre Weber: - Fatime und Puck in Oberon |